# Здание Владивостокского телеграфа
Здание Владивостокского телеграфа — историческое здание во Владивостоке. Предположительно построено в 1907—1908 годах. Автор проекта неизвестен. Историческое здание по адресу Океанский проспект, 24 сегодня является объектом культурного наследия Российской Федерации.

## История
Считалось, что здание было построено в 1913 году предпринимателем Хаимом Абрамовичем Циммерманом как доходный дом. Владивостокский исследователь Д.А. Анча утверждает, что первоначально дом принадлежал жене чиновника Таисии Николаевне Попугаевой и был построен в 1907—1908 годах. В здании располагались три большие съёмные квартиры и отдельные помещения, сдававшиеся в аренду под конторы различных фирм и компаний города. В декабре 1916 года состоялся аукцион во Владивостокском окружном суде, на котором дом за долги был продан штабс-капитану в отставке Алексею Ивановичу Дыдышко — управляющему делами Торгового дома «И.Я. Чурин и Ко» в городе Никольск-Уссурийском. В том же году в здание въехала Северная телеграфная компания, заняв весь третий этаж дома. 
В 1923 году, после эмиграции Дыдышко и национализации его имущества, здание целиком было отдано под нужды Владивостокского телеграфа.          

## Архитектура
Здание трёхэтажное, кирпичное. Декорировано в стиле модерн. Объединённый объём здания состоит из двух частей, каждая из которых построена по собственному архитектурному замыслу. Южная формирует угол квартала улицы Фонтанной и Океанского проспекта за счёт срезанного в плане юго-западного угла, который увенчан шести-лотковым шлемовидным сомкнутым куполом. В средней части здания встроен объём, выступающий из плоскости фасада. В нём изначально располагалась двухмаршевая лестница с ограждением с простым рисунком из стоек и лееров.
Главный фасад, расположенный вдоль Океанского проспекта, расчленён профилированными поясками по этажам. Простенки первого этажа рустованы горизонтальным рустом «под шубу», а выше выполнен лепной пояс. В каждом простенке на западном фасаде и лопатках южного фасада размещены медальоны с изображениями головы льва. Все оконные проёмы имеют прямоугольную форму, за исключением проёмов второго этажа южного и западного фасадов, имеющих скруглённые верхние углы. Западный фасад разбит лопатками на пять частей. Между первым и вторым этажами выполнены два профилированных пояса, верхний пояс с бусами. 
На юго-западном, срезанном в плане, углу здания находятся два балкона, на уровне второго и третьего этажей. Балкон второго этажа опирается на профилированные кронштейны. Ограждения балконов: боковые — бетонные сложного рисунка, заполнение боковых ограждений и фронтальное ограждение из кованых решёток. На южном фасаде в простенках второго этажа утрачены балконы с ограждением из кованых элементов. Во внутренних помещениях, выходящих окнами на юг, выполнены лепные карнизы. В некоторых помещениях сохранились первоначальные филёнчатые двери. В интерьерах здания сохранились галтели и потолочные тяги, внутренние лестницы с каменными ступенями, ажурным и простым клёпано-кованым ограждением и деревянными перилами.                                   